# Вулиці Луганська
Історичні та сучасні назви вулиць, майданів, ліній, провулків, проїздів і проспектів міста Луганська. Зміни цих назв здебільшого пов'язані з добою радянської влади. У переліку порушено природний порядок слів. Наприклад, К. Лібкнехта пров. замість пров. К. Лібкнехта задля зручнішого сортування за абеткою. Якщо інше не зазначено, йдеться про вулицю. У дужках подано альтернативні варіанти, стрілочками показано зміну назви з намаганням дотримуватися хронологічної послідовності. Рік, у який певна вулиця, майдан тощо здобули вказану назву, позначено дрібними цифрами після його назви.

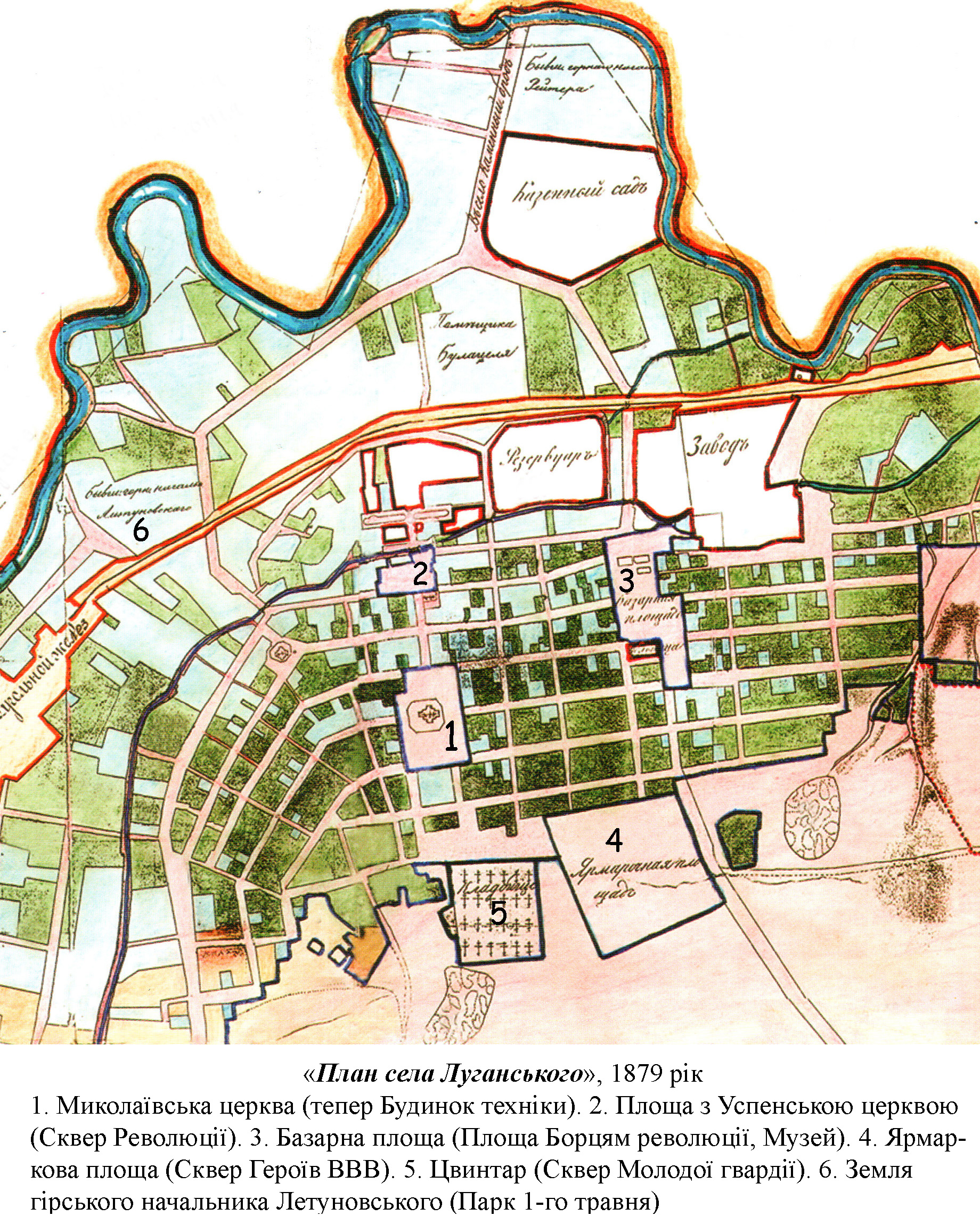
«План села Луганського», 1879 р. (старе місто)
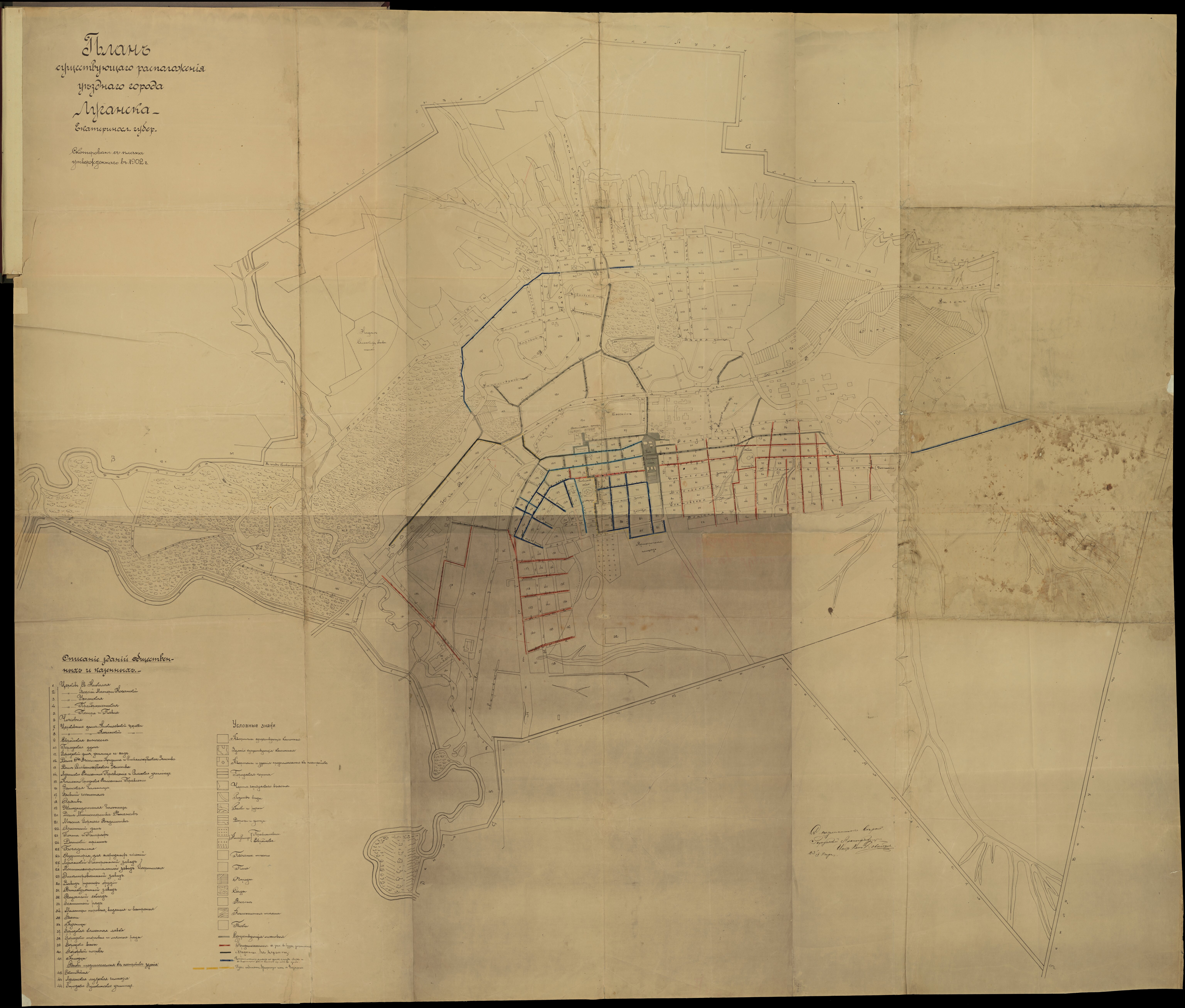
План міста 1902
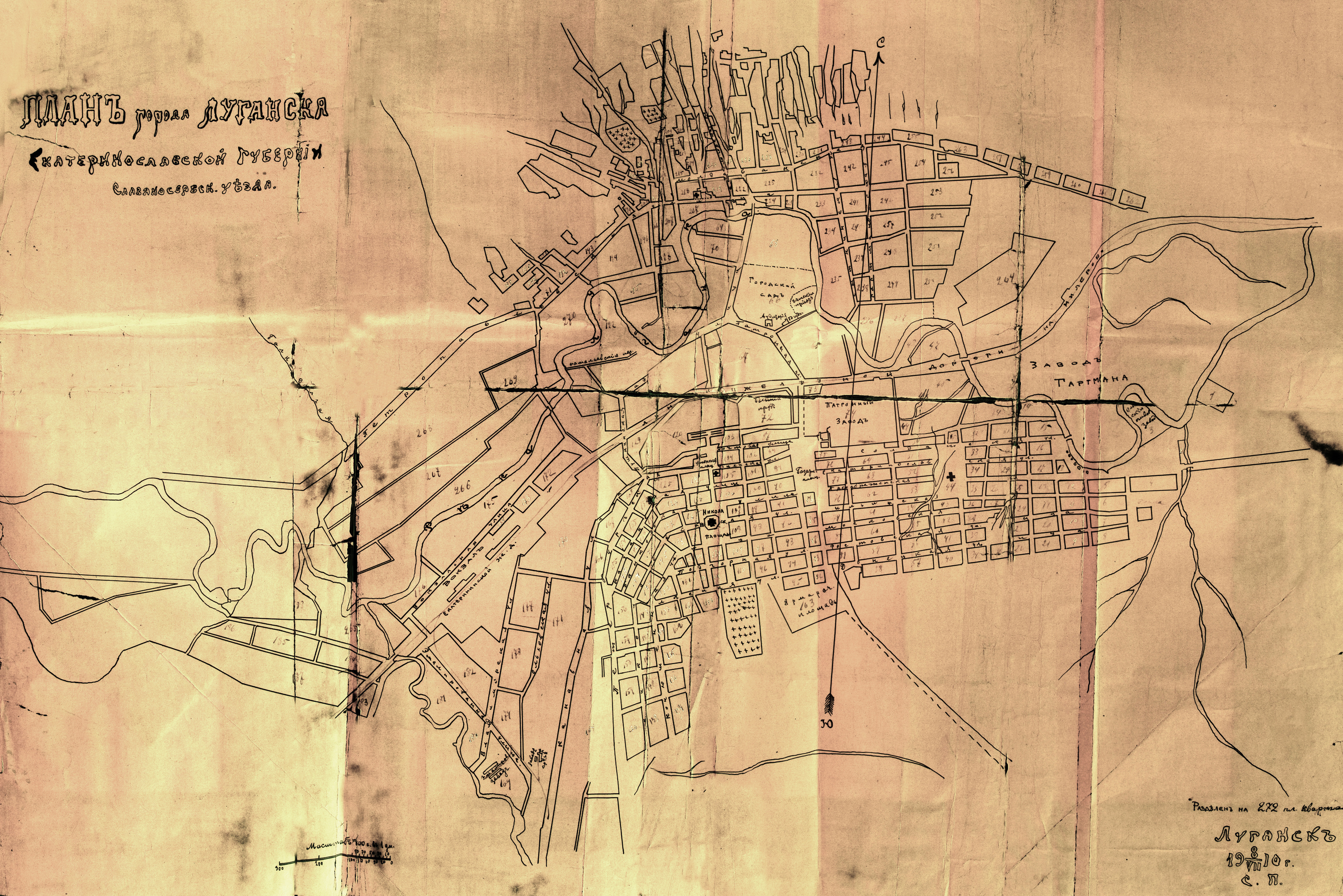
План міста 1910
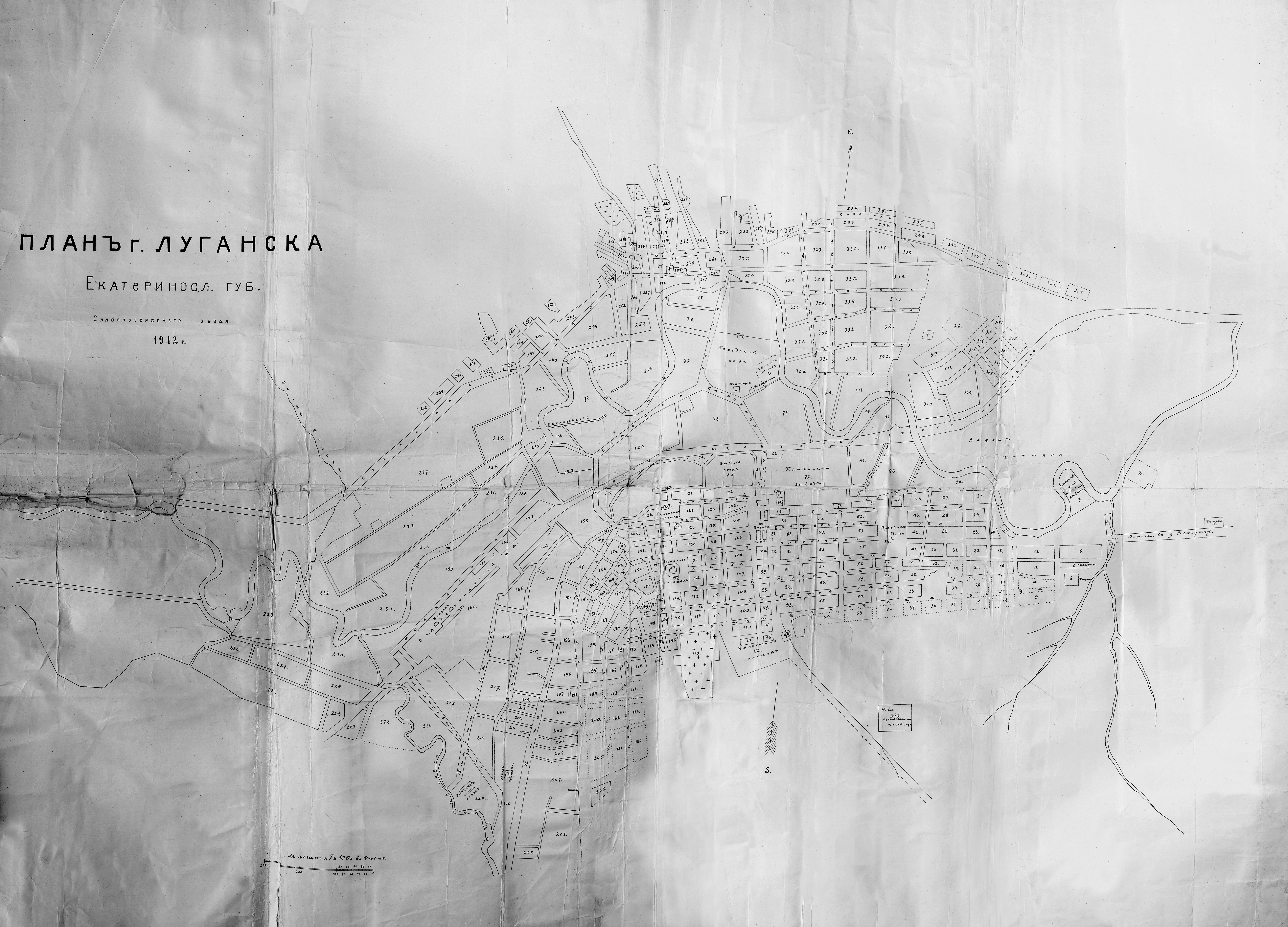
План міста 1912
Межі Луганського на 1929

| Старі назви рос.                                             | Українською                                                       | Сучасна назва укр.                            | Російською                         | Примітки          |
| ------------------------------------------------------------ | ----------------------------------------------------------------- | --------------------------------------------- | ---------------------------------- | ----------------- |
| Английская → Юного Спартака                                  | Англійська → Юного Спартака 1926                                  | Даля 1971 або 1976                            | Даля                               | [ 3 ] [ 4 ] [ 5 ] |
| Антоновскій № 1-й пер.                                       | Антонівський № 1-й пров.                                          | ???                                           | ???                                |                   |
| Антоновскій № 2-й пер.                                       | Антонівський № 2-й пров.                                          | ???                                           | ???                                |                   |
| Артиллерійскій пер.                                          | Артилерійський пров.                                              | ???                                           | ???                                |                   |
| Александровская                                              | Олександрівська                                                   | Українська                                    | Украинская                         |                   |
| Александровский пер.                                         | Олександрівський пров.                                            | Авер'янова пров.                              | Аверьянова пер.                    |                   |
| Базарная (Новобазарная) площадь                              | Базарний (Новобазарний) майдан                                    | Борців Революції майдан (площа) 1937          | Борцов Революции площадь           |                   |
| Больничная                                                   | Лікарняна (Шпитальна)                                             | Ляпіна                                        | Ляпина                             |                   |
| Булатовскій пер.                                             | Булатовський пров.                                                | ???                                           | ???                                |                   |
| Булацельевскій пер.                                          | Булацелівський пров.                                              | ???                                           | ???                                |                   |
| Булацельевскій участокъ                                      | Булацелівська ділянка                                             | Цупова ділянка                                | Цупова участок                     |                   |
| Бѣлая                                                        | Біла                                                              | Червона 1922                                  | Красная                            |                   |
| Бѣлая-Заводская                                              | Біла-Заводська                                                    | ???                                           | ???                                |                   |
| Бѣловскій пер.                                               | Біловський пров.                                                  | ???                                           | ???                                |                   |
| Банковская → Демократическая (Романовская)                   | Банківська → Демократична (Романовська)                           | Т. Г. Шевченка 1922                           | Т. Г. Шевченко                     |                   |
| Верхне-Лѣсная                                                | Верхньо-Лісова                                                    | ???                                           | ???                                |                   |
| Вишневая                                                     | Вишнева                                                           | Рудя 1930                                     | Рудя                               | [ 6 ]             |
| Владимирская                                                 | Володимирська                                                     | ???                                           | ???                                |                   |
| Вокзальная → Троцкого                                        | Вокзальна → Троцького 1922                                        | Кірова                                        | Кирова                             |                   |
| Верхнеподгорная                                              | Верньопідгірна                                                    | Дзержинського 1926                            | Дзержинского                       |                   |
| Веселогорская                                                | Веселогірська                                                     | Веселогорівська                               | Веселогоровская                    |                   |
| Гартманская                                                  | Гартманська                                                       | Текстильників                                 | Текстильщиков                      |                   |
| Донецкая → 1-я Донецкая → им. 10-летия освобождения Донбасса | Донецька → 1-а Донецька → ім. 10-річчя звільнення Донбасу 1930    | Павла Сороки                                  | Павла Сороки                       | [ 6 ]             |
| 2-я Донецкая → им. 10-летия освобождения Донбасса            | 2-а Донецька → ім. 10-річчя звільнення Донбасу 1930               | Братів Палкіних                               | Братьев Палкиных                   | [ 6 ]             |
| 3-я Донецкая → Палкина                                       | 3-я Донецька → Палкіна 1930                                       | 3-а Донецька                                  | 3-я Донецкая                       | [ 6 ]             |
| 4-я Донецкая → Нестерова                                     | 4-а Донецька → Нестерова 1930                                     | 4-а Донецька                                  | 4-я Донецкая                       | [ 6 ]             |
| Екатеринославская → Ворошилова                               | Катеринославська → Ворошилова 1922                                | Жовтнева 1958                                 | Октябрьская                        | [ 7 ]             |
| Ивонинскій пер.                                              | Івонинський пров.                                                 | ???                                           | ???                                |                   |
| Желтянская                                                   | Жовтянська                                                        | Робкорівська                                  | Рабкоровская                       |                   |
| Заводская                                                    | Заводська                                                         | Заводська                                     | Заводская                          |                   |
| Зарѣчная                                                     | Зарічна                                                           | Зарічна                                       | Заречная                           |                   |
| Ильинская                                                    | Іллінська                                                         | Інтернаціональна 1922                         | Интернациональная                  |                   |
| Казанская                                                    | Казанська                                                         | Карла Маркса                                  | Карла Маркса                       |                   |
| Каменная                                                     | Кам'яна                                                           | Кам'яна                                       | Каменная                           |                   |
| Канавная                                                     | Канавна                                                           | Свердлова 1922                                | Свердлова                          |                   |
| Кирпичная                                                    | Цегляна                                                           | Кожухаря                                      | Кожухаря                           |                   |
| Кладбищенская                                                | Кладовищенська                                                    | ???                                           | ???                                |                   |
| Кондукторскій пер.                                           | Кондукторський пров.                                              | ???                                           | ???                                |                   |
| Купріяновскій пер.                                           | Купріяновський пров.                                              | ???                                           | ???                                |                   |
| 1-я Кутская                                                  | 1-а Кутська                                                       | Калініна                                      | Калинина                           |                   |
| 2-я Кутская                                                  | 2-а Кутська                                                       | Республіканська                               | Республиканская                    |                   |
| 2-я Кутская                                                  | 2-а Кутська                                                       | ???                                           | ???                                |                   |
| Кондукторский пер.                                           | Кондукторський пров.                                              | Залізнична                                    | Железнодорожная                    |                   |
| Конюшенная                                                   | Конюшенна                                                         | Луначарського 1922                            | Луначарского                       |                   |
| Кривая                                                       | Крива                                                             | Частина Куйбишева й Орджонікідзе              | Частина Куйбышева й Орджоникидзе   |                   |
| Крутая                                                       | Крута                                                             | Крута                                         | Крутая                             |                   |
| Кушнаревский пер.                                            | Кушнарівський пров.                                               | Червоногірський пров.                         | Красногорский пер.                 |                   |
| Лѣсная                                                       | Лісова                                                            | Коцюбинського1929                             | Коцюбинского                       | [ 8 ]             |
| Линіи 1-2 → 1-я линия                                        | Лінії 1-2 → 1-а лінія                                             | 1-а лінія                                     | 1-я линия                          |                   |
| Линіи 3-4 → 5-я Донецкая → Алпатова                          | Лінії 3-4 → 5-а Донецька → Алпатова 1930                          | Радянська                                     | Советская                          | [ 6 ]             |
| Линіи 5-6 → 3-я линия                                        | Лінії 5-6 → 3-я лінія                                             | Сент-Етьєнівська                              | Сент-Этьеновская                   |                   |
| Линіи 7-8 → 4-я линия                                        | Лінії 7-8 → 4-а лінія                                             | Яковенка                                      | Яковенко                           |                   |
| Линіи 9-10                                                   | Лінії 9-10                                                        | 5-а лінія                                     | 5-я линия                          |                   |
| Линіи 11-12                                                  | Лінії 11-12                                                       | 6-а лінія                                     | 6-я линия                          |                   |
| Линіи 13-14                                                  | Лінії 13-14                                                       | 7-а лінія                                     | 7-я линия                          |                   |
| Линіи 15-16                                                  | Лінії 15-16                                                       | Не існує                                      | Не існує                           |                   |
| Линіи 17-18                                                  | Лінії 17-18                                                       | 9-а лінія                                     | 9-я линия                          |                   |
| Линіи 19-20                                                  | Лінії 19-20                                                       | Польського                                    | Польского                          |                   |
| Линіи 21-22 → 11-я линия                                     | Лінії 21-22 → 11-а лінія                                          | О. Шеремета                                   | А. Шеремета                        |                   |
| Линіи 23-24 → 12-я линия                                     | Лінії 23-24 → 12-а лінія                                          | Демьохіна                                     | Демёхина                           |                   |
| Линіи 25-26 → 13-я линия                                     | Лінії 25-26 → 13-а лінія                                          | Титова (Тітова)                               | Титова                             |                   |
| Линіи 27-28 → 14-я линия                                     | Лінії 27-28 → 14-а лінія                                          | В. Шевченка                                   | В. Шевченко                        |                   |
| Линіи 29-30                                                  | Лінії 29-30                                                       | 15-а лінія                                    | 15-я линия                         |                   |
| Линіи 31-32                                                  | Лінії 31-32                                                       | 16-а лінія                                    | 16-я линия                         |                   |
| Линія 33                                                     | Лінія 33                                                          | 17-а лінія                                    | 17-я линия                         |                   |
| Линіи 34-35                                                  | Лінії 34-35                                                       | 18-а лінія                                    | 18-я линия                         |                   |
| Линіи 36-37                                                  | Лінії 36-37                                                       | Фрунзенський пров.                            | Фрунзенский пер.                   |                   |
| Линіи 38-39                                                  | Лінії 38-39                                                       | 20-а лінія                                    | 20-я линия                         |                   |
| Линіи 40-41                                                  | Лінії 40-41                                                       | 21-а лінія                                    | 21-я линия                         |                   |
| Линіи 42-43                                                  | Лінії 42-43                                                       | 22-а лінія                                    | 22-я линия                         |                   |
| Линіи 44                                                     | Лінії 44                                                          | 23-а лінія                                    | 23-я линия                         |                   |
| Линіи 45-48                                                  | Лінії 45-48                                                       | ???                                           | ???                                |                   |
| Ломаная                                                      | Ламана                                                            | Ламана                                        | Ломаная                            |                   |
| Луганская                                                    | Луганська                                                         | Луганська                                     | Луганская                          |                   |
| Луганскій пер.                                               | Луганський пров.                                                  | Луганський пров.                              | Луганский пер.                     |                   |
| Мещеряковскій пер.                                           | Мещеряковський пров.                                              | ???                                           | ???                                |                   |
| Молдаванская                                                 | Молдованська                                                      | Войкова                                       | Войкова                            |                   |
| Московская                                                   | Московська                                                        | Московська                                    | Московская                         |                   |
| Набережная                                                   | Набережна                                                         | Набережна                                     | Набережная                         |                   |
| Нагорная                                                     | Нагірна                                                           | Нагірна                                       | Нагорная                           |                   |
| Натальевскій пер.                                            | Наталівський пров.                                                | Крупської пров. та Наталівський пров.         | Крупской пер. та Натальевский пер. |                   |
| Нешковский пер.                                              | Нешківський пров.                                                 | К. Лібкнехта пров.                            | К. Либкнехта пер.                  |                   |
| Нижнелесная                                                  | Нижньолісова                                                      | ???                                           | ???                                |                   |
| Нижняя                                                       | Нижня                                                             | Ивана Франко1929                              | Івана Франка                       | [ 8 ]             |
| Николаевская                                                 | Миколаївська                                                      | Володарського 1922                            | Володарского                       |                   |
| Никольская                                                   | Микільська                                                        | ???                                           | ???                                |                   |
| Новостроенная                                                | Новозбудована                                                     | А. Ліньова                                    | А. Линёва                          |                   |
| Объѣздная                                                    | Об'їзна                                                           | ???                                           | ???                                |                   |
| Островская                                                   | Острівська                                                        | Тельмана                                      | Тельмана                           |                   |
| Ольховская                                                   | Вільхівська                                                       | ???                                           | ???                                |                   |
| Офицерский пер.                                              | Офіцерський пров.                                                 | Червоний пров. 1922                           | Красный пер.                       |                   |
| Патронная                                                    | Патронна                                                          | Робоча 1922                                   | Рабочая                            |                   |
| Патронный пер.                                               | Патронний пров.                                                   | Робочий пров.                                 | Рабочий пер.                       |                   |
| Песчаная                                                     | Піскова                                                           | ???                                           | ???                                |                   |
| Петербургская → Петроградская                                | Петербурзька → Петроградська                                      | Леніна 1922                                   | Ленина                             |                   |
| Петропавловская → Пролетариата                               | Петропавлівська → Пролетаріяту                                    | Артема 1922                                   | Артёма                             |                   |
| Покровская                                                   | Покровська                                                        | Комсомольська                                 | Комсомольская                      |                   |
| Полтавский пер.                                              | Полтавський пров.                                                 | Полтавський пров.                             | Полтавский пер.                    |                   |
| Поляковскій пер.                                             | Поляковський пров.                                                | ???                                           | ???                                |                   |
| Почтовая → Пархоменко                                        | Поштова → Пархоменка 1930                                         | Поштова                                       | Почтовая                           | [ 6 ]             |
| Почтовый пер.                                                | Поштовий пров.                                                    | ???                                           | ???                                |                   |
| Преображенская → Т. Г. Шевченко                              | Преображенська → Т. Г. Шевченка 1922                              | Фрунзе                                        | Фрунзе                             |                   |
| Преображенская площадь                                       | Преображенський майдан                                            | Рози Люксембург майдан 1922                   | Розы Люксембург площадь            |                   |
| Прогонная                                                    | Прогінна                                                          | Мойсеєнка                                     | Моисеенко                          |                   |
| 1-я Продольная                                               | 1-а Поздовжня                                                     | ???                                           | ???                                |                   |
| 2-я Продольная                                               | 2-а Поздовжня                                                     | ???                                           | ???                                |                   |
| 3-я Продольная                                               | 3-я Поздовжня                                                     | ???                                           | ???                                |                   |
| Пушкинская                                                   | Пушкинська (Пушкінська)                                           | Пушкинська (Пушкінська) 1899                  | Пушкинская                         |                   |
| Ростовская                                                   | Ростівська (Ростовська)                                           | Ростівська (Ростовська)                       | Ростовская                         |                   |
| Садовая                                                      | Садова                                                            | Карла Лібкнехта 1922                          | Карла Либкнехта                    |                   |
| Садово-Проѣздная                                             | Садово-Проїзна                                                    | Садовопроїзна                                 | Садовопроездная                    |                   |
| Садовый пер.                                                 | Садовий пров.                                                     | Павла Корчагина пров. (Павла Корчагіна пров.) | Павла Корчагина пер.               |                   |
| Салинскій пер.                                               | Салинський пров.                                                  | ???                                           | ???                                |                   |
| Сахарная                                                     | Цукрова                                                           | Братів Сумських                               | Братьев Сумских                    |                   |
| Сѣнная                                                       | Сінна                                                             | Уборевича                                     | Уборевича                          |                   |
| Сѣнная (Ярмарочная) площадь → Советов (Советская) площадь    | Сінний (Ярмарковий) майдан → Рад (Радянський) майдан (площа) 1930 | Героїв ВВВ майдан (площа) 1965                | Героев ВОВ площадь                 | [ 6 ]             |
| Соборная площадь                                             | Соборний майдан                                                   | Красна площа 1922                             | Красная площадь                    |                   |
| Соборный пер. → Коммунальный пер.                            | Соборний пров. → Комунальний пров. 1922                           | Пархоменка просп.                             | Пархоменко просп.                  |                   |
| Созинскій пер.                                               | Созинський пров.                                                  | ???                                           | ???                                |                   |
| Солдатская                                                   | Солдатська                                                        | Червоноармійська 1922                         | Красноармейская                    |                   |
| Соломенная                                                   | Солом'яна                                                         | Шмирова                                       | Шмырова                            |                   |
| Соломенный пер.                                              | Солом'яний пров.                                                  | ???                                           | ???                                |                   |
| Станціонный пер.                                             | Станційний пров.                                                  | ???                                           | ???                                |                   |
| Старо-базарная площадь → Успенская площадь                   | Старо-базарний майдан → Успенський майдан                         | Революції майдан (площа) 1922                 | Революции площадь                  |                   |
| Старолуганский проезд                                        | Старолуганський проїзд                                            | Не існує                                      | Не існує                           |                   |
| Сытинская                                                    | Ситинська                                                         | Братів Махових                                | Братьев Маховых                    |                   |
| Троицкая площадь                                             | Троїцький майдан                                                  | Леніна площа                                  | Ленина площадь                     |                   |
| Троицкая → Новикова                                          | Троїцька → Новікова 1930                                          | Металістів                                    | Металлистов                        | [ 6 ]             |
| Трубная                                                      | Трубна                                                            | Якубовського                                  | Якубовского                        |                   |
| Урядницкій пер.                                              | Урядницький пров.                                                 | ???                                           | ???                                |                   |
| Успенская                                                    | Успенська                                                         | Леніна Частина 1922                           | Ленина                             |                   |
| Церковный пер.                                               | Церковний пров.                                                   | ???                                           | ???                                |                   |
| Шуваевскій пер.                                              | Шуваївський пров.                                                 | ???                                           | ???                                |                   |
| Эмалированная → Братьев Кишкиных                             | Емальована → Братів Кішкіних 1930                                 | Лутугинська                                   | Лутугинская                        | [ 6 ]             |